# Stefan Butler
Stefan Butler ist ein britischer Schauspieler.

## Leben
In der Fernsehserie The Bill spielte Butler 2005 die Rolle des Carl Sampson, 2008 in der gleichen Serie in zwei Episoden die Rolle des Jay Newman. 2009 verkörperte er im Fernsehfilm Micro Men an der Seite von Martin Freeman die größere Rolle des Roger Wilson. 2015 hatte er eine der Hauptrollen als Myrrdin in Arthur und Merlin inne. 2022 war er im Kurzfilm Betrayed in eine der Hauptrollen als Sam zu sehen. Der Kurzfilm wurde unter anderen am 22. Juli 2022 auf dem Brighton Rocks Film Festival gezeigt.
Butler lebt mit seiner Familie in London.

## Filmografie
- 2005–2008: The Bill (Fernsehserie, 3 Episoden, verschiedene Rollen)
- 2009: Micro Men (Fernsehfilm)
- 2015: Arthur und Merlin (Arthur and Merlin)
- 2022: Betrayed (Kurzfilm)